# Polymixis aurantiomaculata
Polymixis aurantiomaculata är en fjärilsart som beskrevs av Johann August Ephraim Goeze. Polymixis aurantiomaculata ingår i släktet Polymixis och familjen nattflyn. Inga underarter finns listade i Catalogue of Life.